# Biophytum forsythii
Biophytum forsythii är en harsyreväxtart som beskrevs av Paul Erich Otto Wilhelm Knuth. Biophytum forsythii ingår i släktet Biophytum och familjen harsyreväxter. Inga underarter finns listade i Catalogue of Life.